# RapidShare
RapidShare era una empresa d'origen alemany, tot i que es va traslladar a Suïssa, que operava principalment a internet. Oferia un sistema senzill i accessible d'allotjament i distribució d'arxius a través de la xarxa.
L'empresa pertanyia a RapidShare AG i donava als seus usuaris dos modes d'ús: gratuït (amb més limitacions tant en emmagatzematge com en descàrrega) i premium, amb limitacions menors, però de pagament, que permet descarregar 5 GB diaris per compte (quantitat escalable mitjançant un pagament). Segons Alexa, l'any 2008 va ocupar el lloc número 16 de la lista de pàgines webs més visitades d'internet.

## Història i evolució
Va començar operant en www.rapidshare.de, però a l'octubre de 2008, va començar a operar paral·lelament com www.rapidshare.com.Tot el pes empresarial va recaure en Rapidshare.com, mentre que Rapidshare.de va deixar d'operar al març de 2010. Aquest pas va poder ser a causa del seu imparable creixement, però també per una estratègia empresarial per treure físicament l'empresa d'Alemanya i traslladar-la a un país com Suïssa, amb avantatges fiscals i legals. Els servidors de Rapishare es trobaven a Alemanya, la seva seu en canvi estava a Suïssa.

## Drets d'autor i copyright
Un dels problemes que ha d'afrontar RapidShare és que parteix del contingut allotjat en els seus sistemes d'emmagatzematge pot tenir copyright, per la qual cosa ha d'enfrontar-se contínuament amb les associacions que defensen aquests drets d'autor, com MPAA, RIAA o la SGAE a Espanya a pesar que les accions de la SGAE no tenen cabuda en el sistema espanyol amb còpia privada però en canvi les de la RIAA o la MPAA sí, ja que estan sota legislació nord-americana.Per a casos d'abús o perjudici, l'empresa ofereix una adreça de correu electrònic per reportar un arxiu amb copyright, malgrat que només l'amo del mateix pot fer la denúncia.
Al gener de 2008, La càmera de Microempresarios de Suïssa (CMS) va fallar a favor de RapidShare, en un judici per motius legals.

## Cerques de continguts
Encara que rapidshare allotjava diferents i variats continguts, un dels mètodes utilitzats per protegir el seu contingut és no oferir un cercador propi d'enllaços de descàrrega. Gràcies a això han proliferat a la xarxa multitud de cercadors específics que permeten trobar els enllaços que d'una altra manera es trobarien escampats per tota la xarxa (especialment en fòrums especialitzats) i sense els quals rapidshare no podria oferir un sistema coherent de descàrrega. Entre els mateixos podem trobar multitud de cercadors basats en 'cerques personalitzades google' o cercadors exclusivament dedicats a aquests serveis.

## Crítiques
En els seus últims mesos, els usuaris que han hagut de fer ús d'algun dels serveis prestats, han argumentat que aquest servei cada vegada perdia més agilitat, accessibilitat i operativitat, sent gairebé impossible obtenir un arxiu de comú interès allotjat en el citat domini donades les restriccions imposades als internautes amb accés gratis o lliure sent la majoria de visitants del lloc web, ja sigui pels temps d'espera exagerats o bé per la ridícula velocitat de descàrrega, projectant-se més cap a una web amb finalitats lucratives molt marcats i amb poc interès de guanyar la preferència davant la majoria dels seus usuaris que no estan disposats a invertir econòmicament en el lloc per obtenir els avantatges d'una explica prepagament en casos mitjana, ja que, fins i tot usuaris amb accés prepagado exposen aquestes mateixes queixes, doncs són notablement minvades les descàrregues, de manera que no és molt factible obtenir les facilitats que aquest lloc web fa merèixer als seus usuaris registrats.
No obstant això, és de notar-se la seva visió empresarial, ja que és un dels pocs llocs que oferia un gestor de descàrregues per Linux i un dels preus per compte Premium més baixos del mercat.

## Tancament
Rapidshare va informar que el 31 de març de 2015 donava per finalitzat el servei i tots els comptes serien eliminades així com els arxius. Aquest tancament voluntari es va haver de l'alt mercat competitiu existent avui dia i a les seves incessants batalles legals contra la indústria que defensa el copyright. RapidShare va passar a la història com altres serveis d'emmagatzematge en el núvol que van desaparèixer com Megaupload.